# Pieve di Santa Maria Assunta (Villa Basilica)
La pieve di Santa Maria Assunta è un edificio sacro che si trova a Villa Basilica.

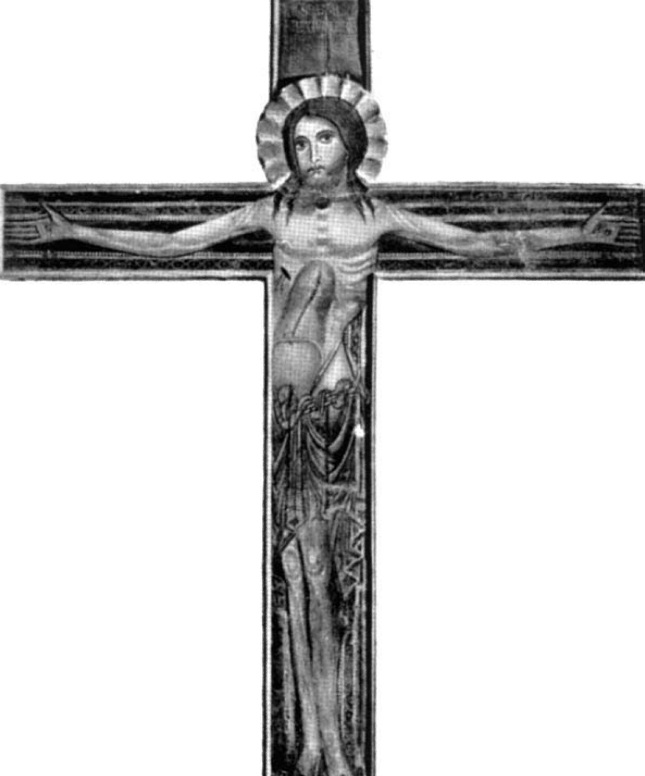
Il Crocifisso berlinghieresco

## Storia e descrizione
Documentata dall'807, risale nell'impianto al XII secolo. L'inconsueta ripresa in facciata e nel coronamento dell'abside semicircolare del motivo delle logge sovrapposte indica una fase di completamento delle decorazioni risalente al XII secolo. Al medesimo modello afferiscono le decorazioni romboidali del paramento e la tipologia delle decorazioni delle colonnette dell'architrave del portale. L'interno è spartito in tre navate da archi impostati su colonne monolitiche sormontate da capitelli con foglie stilizzate e volute. Residuo di una precedente costruzione è la cripta absidata. Fra le opere, un Crocifisso duecentesco attribuito a Berlinghiero Berlinghieri, e numerosi frammenti lapidei altomedievali e romanici.